# Gregory John Hartmayer

Wappen von Gregory John Hartmayer (Atlanta)

Wappen von Gregory John Hartmayer als Bischof von Savannah

Gregory John Hartmayer OFMConv (* 21. November 1951 in Buffalo) ist ein US-amerikanischer Ordensgeistlicher und römisch-katholischer Erzbischof von Atlanta.

## Leben
Gregory John Hartmayer trat am 15. August 1970 der Ordensgemeinschaft der Minoriten bei und legte am 15. August 1973 die feierliche Profess ab. Der Bischof von Albany, Howard James Hubbard, spendete ihm am 5. Mai 1979 die Priesterweihe.
Papst Benedikt XVI. ernannte ihn am 19. Juli 2011 zum Bischof von Savannah. Der Erzbischof von Atlanta, Wilton Daniel Gregory, spendete ihm am 18. Oktober desselben Jahres die Bischofsweihe; Mitkonsekratoren waren sein Amtsvorgänger als Bischof von Savannah, John Kevin Boland, und Luis Rafael Zarama Pasqualetto, Weihbischof in Atlanta. Als Wahlspruch wählte er Pax et bonum.
Am 22. April 2012 wurde er durch den Großprior der Statthalterei USA-Southeastern, den Erzbischof von New Orleans, Gregory Aymond, in den Ritterorden vom Heiligen Grab zu Jerusalem investiert.
Papst Franziskus ernannte ihn am 5. März 2020 zum Erzbischof von Atlanta. Die Amtseinführung fand am 6. Mai desselben Jahres statt.